# Secretario de Estado para la Guerra

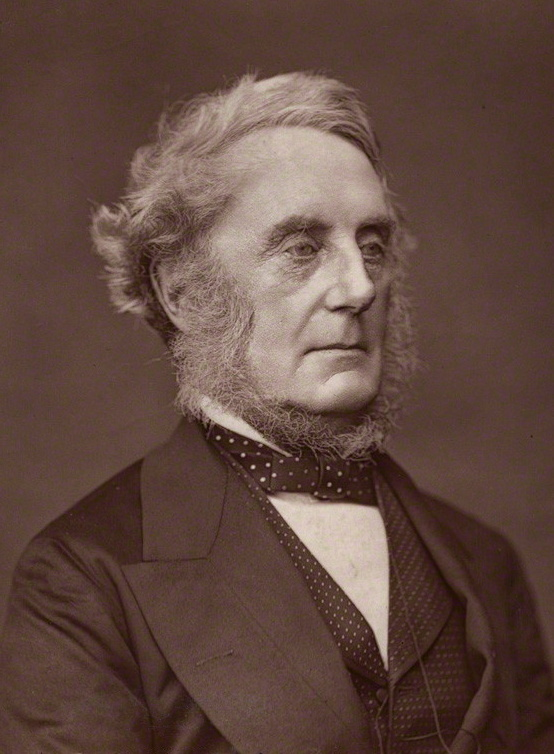
Edward Cardwell, más tarde vizconde Cardwell, secretario de estado de guerra de 1868 a 1874; arquitecto de las Reformas de Cardwell.

El cargo de secretario de Estado para la Guerra, comúnmente llamado secretario de Guerra, fue un puesto de gabinete británico que existió desde 1794 hasta 1801 y desde 1854 hasta 1964. El secretario de Estado para la Guerra dirigió la Oficina de Guerra y fue asistido por un Subsecretario de Guerra Parlamentario, un secretario de Estado de Guerra, un secretario Privado Parlamentario que también era miembro del Parlamento, y un secretario Militar, que era general.

## Historia
El cargo de secretario de Estado para la Guerra fue ocupado por primera vez por Henry Dundas, quien fue nombrado en 1794. En 1801, el cargo se convirtió en secretario de Estado para la Guerra y las Colonias. El puesto de secretario de Estado para la Guerra se restableció en 1854. En 1946, los tres puestos de secretario de Estado para la Guerra, Primer lord del Almirantazgo y secretario de Estado para el Aire formalmente se subordinaron al del Ministro de Defensa, que se había creado en 1940 para la coordinación de asuntos de defensa y seguridad.
El 1 de abril de 1964, con la creación de un nuevo Ministerio de Defensa unido encabezado por el secretario de Estado de Defensa, se abolieron los tres ministerios de servicio y el puesto de Ministro de Defensa creado en 1940.

## Secretarios de Estado, 1794–1801
|  | Titular                                               | Inicio              | Final               | Partido | Primer Ministro         |
|  | ----------------------------------------------------- | ------------------- | ------------------- | ------- | ----------------------- |
|  | Henry Dundas (como Presidente de la Junta de Control) | 11 de julio de 1794 | 17 de marzo de 1801 | Tory    | William Pitt (el Joven) |

Desde 1801 a 1854 véase secretario de Estado para la Guerra y las Colonias